# Замок Трім

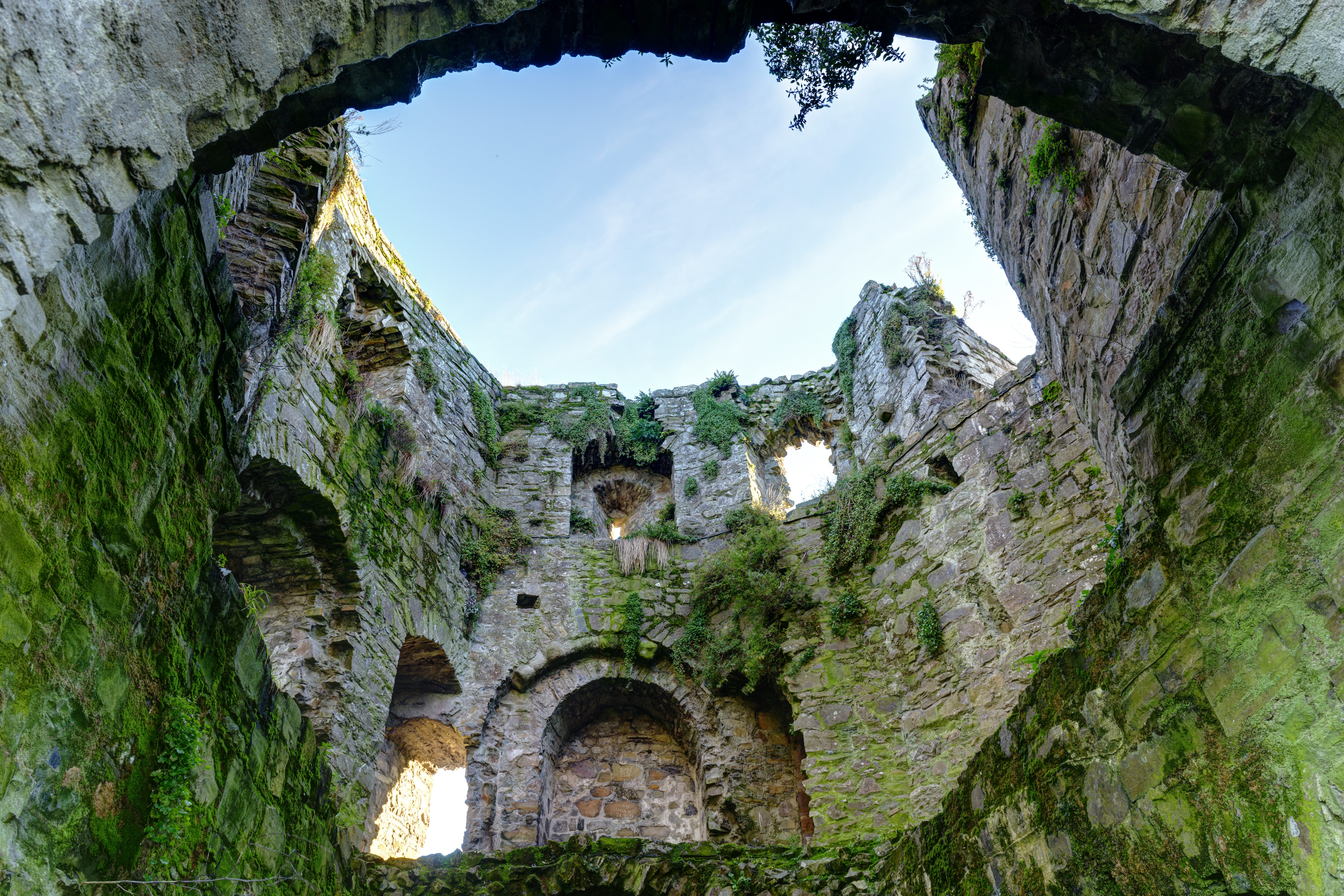
Всередині одної з башт замку Трім.

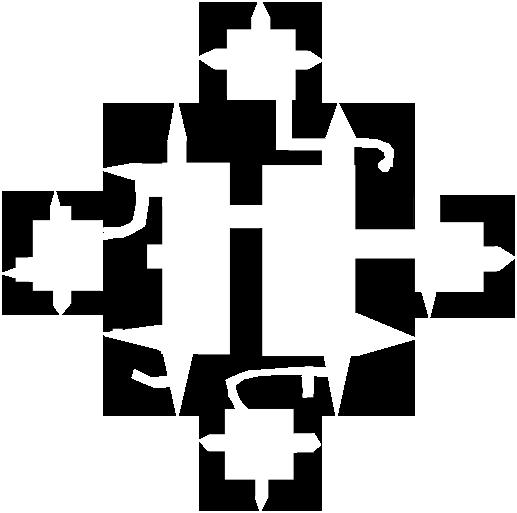
План головної вежі замку Трім.

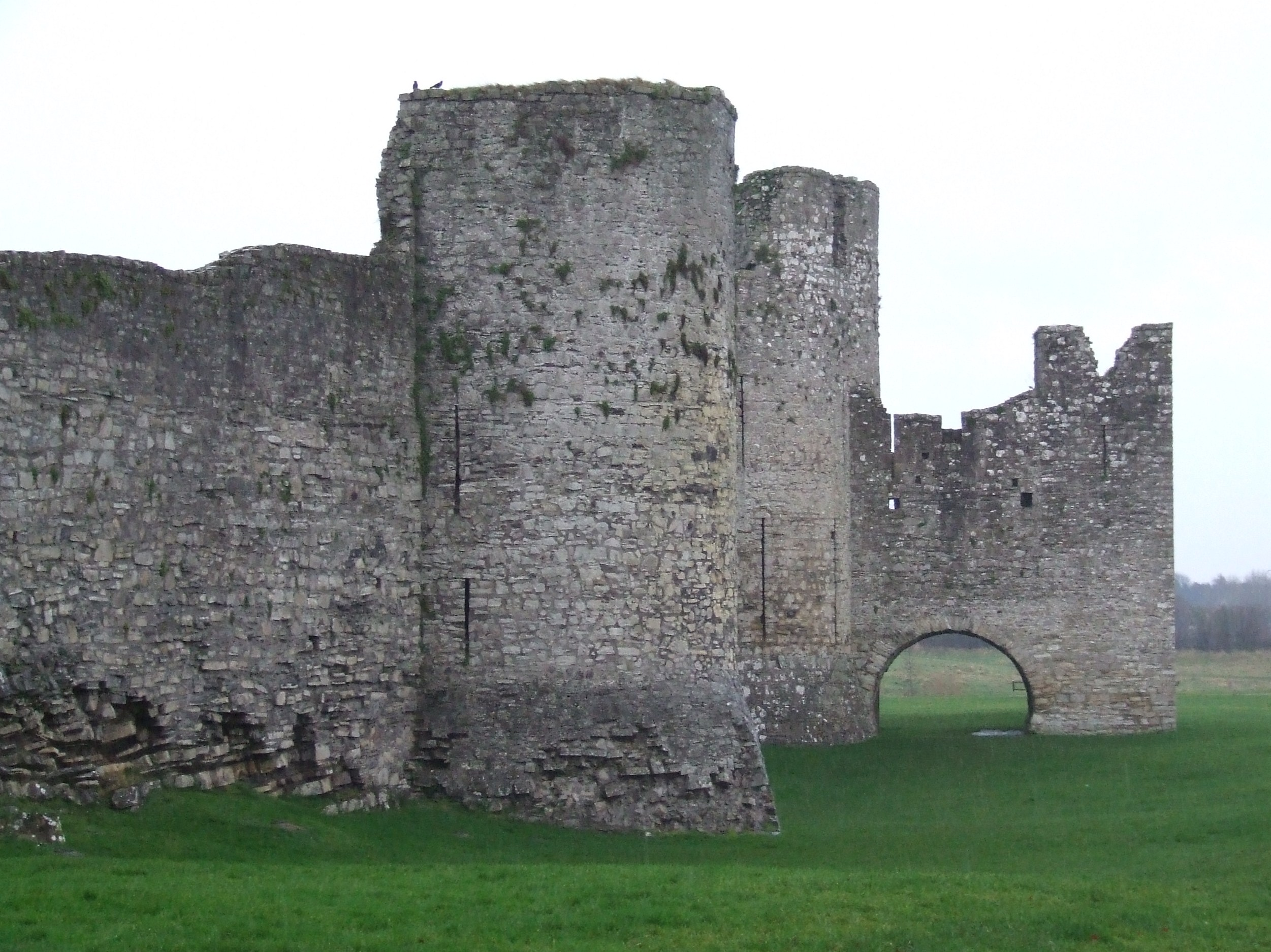
Дублінські ворота замку Трім.

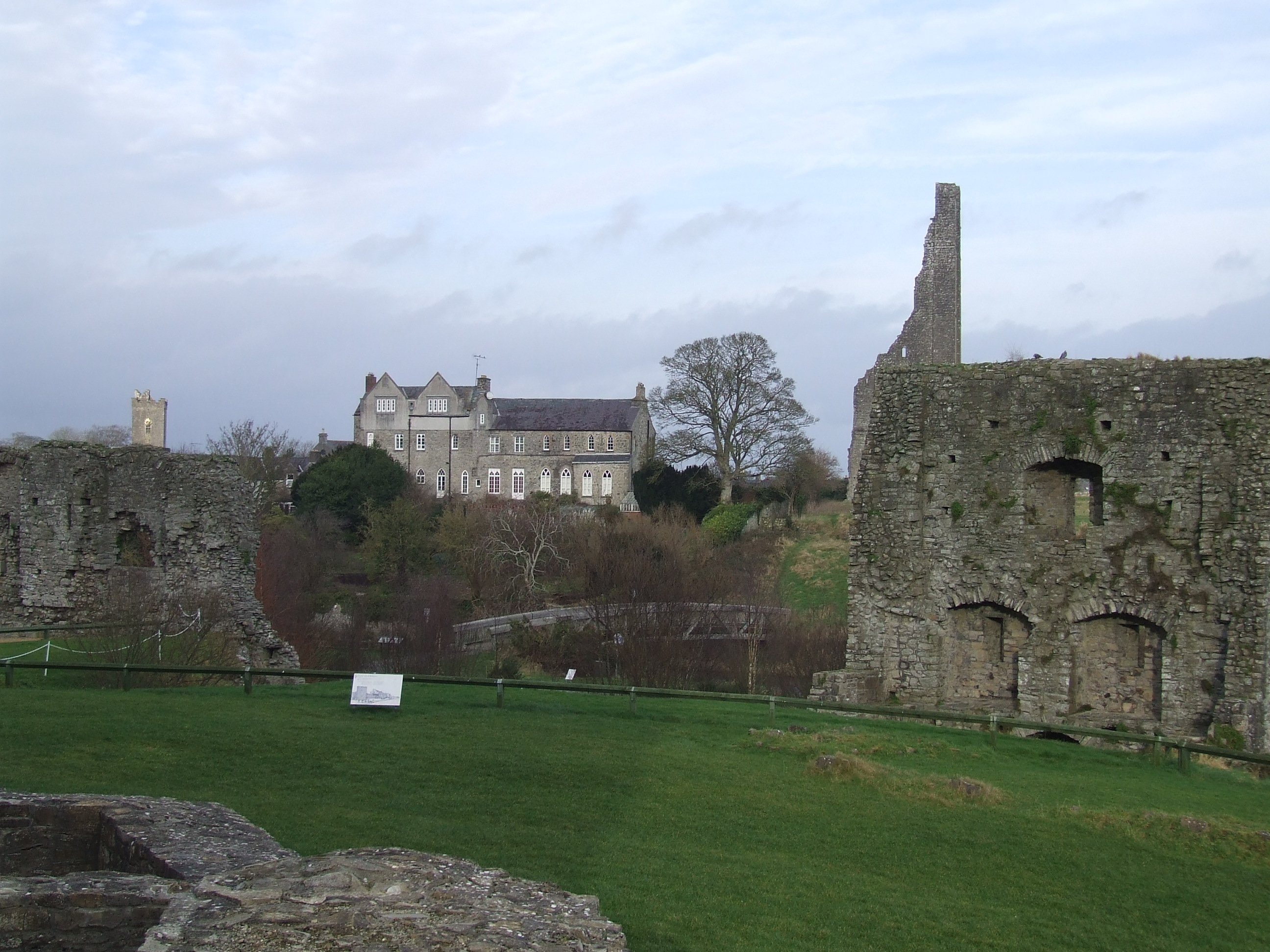
Вид на замок Талбот із замку Трім. Королівський монетний двір, кафедральний собор Трім.

Замок Трім (англ. Trim Castle, ірл. Caisleán Bhaile Atha Troim) — замок Балє Аха Тройм, замок Міста Броду Тройм — один із замків Ірландії, розташований в графстві Міт. Норманський замок на березі річки Бойн  площею 30 000 квадратних метрів. Це найбільший норманський замок в Ірландії. Замок будували протягом 30 років феодали Х'ю де Лейсі та його син Волтер де Лейсі, що отримали титул лордів Міт.

## Історія замку Трім
Замок побудували норманські феодали після англо-норманського завоювання Ірландії в 1171 році. Замок будували як центр управління новоствореним лордством Міт, однією з адміністративних одиниць Ірландії, які створив король Англії Генріх II. Х'ю де Лейсі заволодів цими землями в 1172 році. Він побудував величезний замок, захищений подвійними мурами, зовнішнім ровом. Замок стоїть на вершині пагорба. Де Лейсі залишив Ірландію, передав замок Х'ю Тіррелу — барону Кастлнок — одному з його васалів. Замок Трім зазнав нападу ірландських кланів і був спалений вщент загонами верховного короля Ірландії Руайдрі Ва Конхобайра. Х'ю Тіррел марно чекав на допомогу, змушений був тікати. Де Лейсі знову захопив ці землі і знову почав будувати замок заново в 1173 році. Його син Волтер продовжував відновлення і розбудову замку Трім. Будівництво було завершене 1224 року.
Замок ще раз був перебудований наприкінці XIII — на початку XIV століття. Був побудований новий великий зал, перебудована головна вежа, була добудована нова найбільша вежа, побудовані стайні і нові житлові приміщення для гарнізону замку. Після смерті Волтера де Лейсі в 1241 році замок успадкувала його внучка Мадільда (Мод). Її другим чоловіком став Джефрі де Женевіль — лорд Вокулер з Франції. Матільда померла в 1304 році. Джефрі став пріором церкви Святої Марії в землях Трім. Його син помер ще в 1292 році. Тому замок успадкувала його старша дочка Джоан. У 1301 році Джоан вийшла  заміж за Роджера Мортімера і замок перейшов у володіння феодалам Мортімер, що володіли ним до 1425 року, коли їх головний рід по чоловічій лінії вимер. Маєток перейшов до спадкоємців по жіночій лінії — Річарда Йоркського, що загинув під час битви під Вейкфілд в 1460 році. У 1461 році син Річарда — Едвард IV призначив каштеляном замку Трім Джерміна Лінча. Король Англії Річард II дарував двом своїм вихованцям — у тому числі і майбутньому королю Англії Генріху V право жити в замку. У 1399 році Річард II кинув за ґрати у башту замку свого кузена — Генріха Болінгброка , герцога Ланкастера. Ув'язнення герцога тривало не довго — незабаром він повернувся до Англії як король Генріх IV. Під час розкопок на території замку були знайдені 10 чоловічих скелетів без черепів, яким колись за життя відтяли голову. Судячи по всьому це були розбійники чи якісь інші жертви указу короля Едварда IV від 1465 року, згідно якого злочинцям слід відтяти голову і виставити її на загальний огляд.
До XV століття в замку був Королівський монетний двір, що забезпечував грошима Ірландію.
Місце, де збудували замок Трім мало стратегічне значення — замок стояв на пагорбі над річкою Бойн біля броду. Цей район був важливим, як район яким здавна володіли верховні королі Ірландії, як місце до якого річка Бойн була судноплавною. Замок Трім згадується у середньовічній поемі «Пісня про Дермота та графа».
У часи пізнього середньовіччя замок був центром управляння графства Міт та охороняв північні кордони англійської колонії Пейл. У XVI—XVII століттях стратегічне значення замку Трім зменшилось. Але в замку Трім сім разів збирався і засідав парламент Ірландії (парламент підконтрольного Англії «королівства Ірландія»).
У 1641 році спалахнуло повстання за незалежність Ірландії. Замок взяли під контроль повстанці і над замком замайорів прапор Ірландської конфедерації. У 1649 році після падіння замку Дрохед, майже весь гарнізон покинув замок і приєднався до ірландської армії, а замок Трім захопила штурмом англійська армія Олівера Кромвеля. Під час штурму замок був сильно пошкоджений артилерією.
У 1680 році замок отримала у володіння родина Велслі і володіла ним до того часу. аж доки Артур Веллслі — герцог Веллінгтон продав його родині Леслі. Але родина Леслі мала фінансові проблеми, потрапила під суд, замок через суд отримала у володіння родина Дансані Планкетт. Вони здавали землі маєтку Трім в оренду. У тому числі замок здавався в оренду Королівському британському легіону. Родина Дансані Планкетт володіла цими землями до 1993 року, потім продала ці землі і замок державі після кількох років переговорів, зберігаючи за собою право на рибальство.
Управління громадських робіт Ірландії почало масштабну роботу по реставрації замку. Замок був відкритий для відвідування туристами в 2000 році.

## Особливості архітектури
Замок займає площу 30 000 квадратних метрів — це найбільший норманський замок Ірландії. Конструкція донжона — головної вежі замку є унікальною для норманських замків — має хрестоподібну форму з 20 кутами. Ця головна вежа будувалася в три етапи: спочатку її будував Х'ю де Лейсі в 1174 році, потім в 1196 та 1201—1205 роках її будував Волтер де Лейсі. Замок був предметом археологічних досліджень Девіда Всітмена в 1970 році та Алана Гейдена в 1990 році.
На сході і півночі замку стіни захищені прямокутними вежами та воротами — будівництво 1170 років. Дублінські ворота були побудовані в 1190 році. Інші стіни датуються початком XIII століття. Замок має 2 головних воріт. Одні ворота в західній частині — тут колись був шлюз. Над Дублінськими воротами була кругла вежа. У замку є ще кілька оборонних веж, великий зал, стайні, будинки для життя гарнізону, водяні ворота, малий зал, печі для випалювання вапна. У 2003 році виник конфлікт щодо будівництва сучасного готелю біля замку — активісти вважали, що готель зіпсує історичний пейзаж.

## Доступ
Замок відкритий для публіки та туристів за плату від великодньої суботи до Самайну з 10 ранку. Екскурсії тривалістю 45 хвилин. Взимку комплекс відкритий тільки у святкові та вихідні дні.

## Замок Трім у мистецтві
Замок був використаний при зйомках фільму «Хоробре серце».